# 富斯蘭 (伊利諾伊州)
富斯蘭（英語：Foosland）是位於美國伊利諾伊州尚佩恩縣的一個村落。

## 地理
富斯蘭的座標為40°21′41″N 88°25′41″W / 40.36139°N 88.42806°W，而該地最高點為海拔高度224米（即735英尺）。

## 人口
根據2010年美國人口普查的數據，富斯蘭的面積為0.18平方千米，當中陸地面積為0.18平方千米，而水域面積為0.00平方千米。當地共有人口101人，而人口密度為每平方千米561人。